# هتل کاخ تاج‌محل

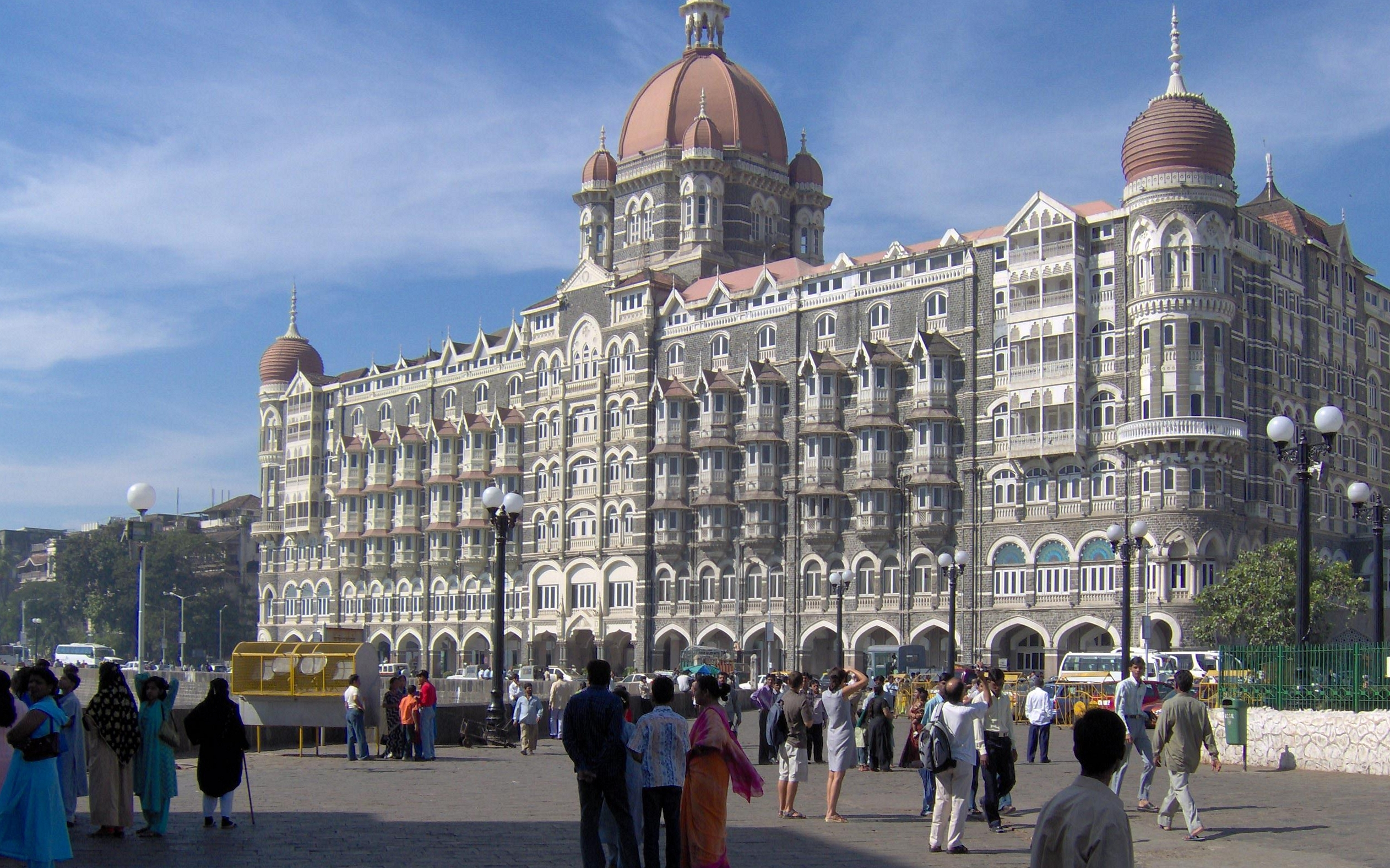
هتل تاج محل

هتل کاخ تاج‌محل که در جنوب شهر بمبئی در منطقهٔ «کولابا»، روبروی دروازه هند بنا شده‌است. یکی از بناهای زیبا و دیدنی هند و از هتل‌های معروف و بسیار گران‌قیمت و مجلل بمبئی به‌شمار می‌رود.
این مجموعه شامل دو بنا است که از دیدگاه تاریخی و معماری متفاوت و قابل تفکیک می‌باشند. یکی «قصر تاج محل» و دیگری «برج تاج محل». برج تاج محل را با نام «تاج اینترکنتینانتال» نیز می‍شناسند.
هتل کاخ تاج‌محل دارای ۵۶۵ اتاق است. در تاریخ ۲۶ نوامبر ۲۰۰۸ میلادی، هتل بر اثر یک رشته عملیات‌های تروریستی در بمبئی خسارات عمده‌ای را متحمل شد و سقف هتل کاخ تاج‌محل به آتش کشیده و نابود شد.

## تاریخچه

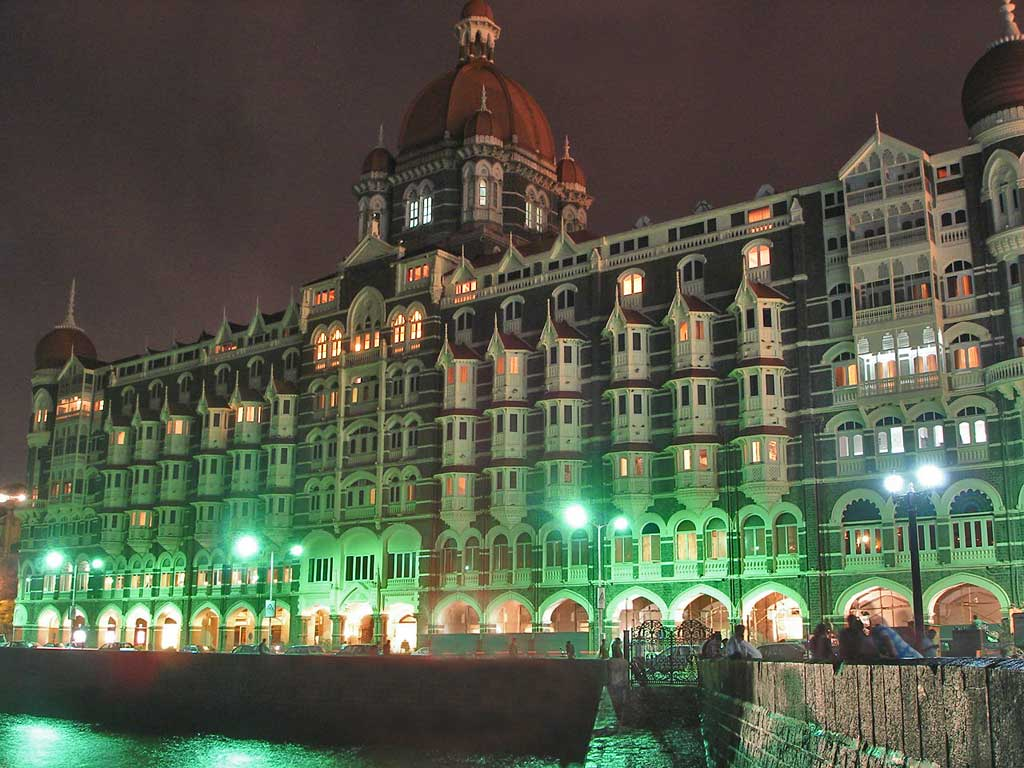
نمای هتل کاخ تاج‌محل در شب

داستان احداث هتل کاخ تاج‌محل مومبای، مانند داستان بنای تاج محل اصلی در آگرا شنیدنی است. در زمان سلطه بریتانیا در هند، جمشیدجی تاتا، از بازرگانان پارسی یا زرتشتی هندی که بعدها پدر صنعت هندوستان لقب گرفت، می‌خواست برای یکی دو روز در هتل واتسون، از بهترین هتلهای بمبئی بماند. به او اجازه نمی‌دهند، چون هتل مختص سفیدها یا فرنگی‌ها بود. زخم این اهانت اجنبی‌ها در سینه، جمشیدجی تاتا می‌ماند تصمیم می‌گیرد هتلی بسازد که هتل واتسون را هم تحت‌الشعاع قرار دهد.
جمشیدجی تاتا که یک پارسی هند (زرتشتی) و از سرمایه‌دارن بنام هندوستان بود، با کمک دو معمار هندی و یک معمار انگلیسی هتل مجلل کاخ را ساخت که روز ۱۶ دسامبر ۱۹۰۳ میلادی، درهایش را به روی میهمان‌ها باز کرد و اجازه داد که هندی‌ها هم مانند انگلیسی‌ها زیر یک سقف اقامت کنند و هیچ نوع تبعیض قومی و نژادی برای میهمانهایش قائل نبود.
در جریان جنگ جهانی اول، وارثان جمشیدجی تاتا، هتل تاج محل را به یک بیمارستان ۶۰۰ تخت خوابی تبدیل کردند. خود جمشیدجی تاتا در سال ۱۹۰۴، یک سال بعد از گشایش هتل تاج درگذشت.